# Spiralisigna angusta
Spiralisigna angusta is een vlinder uit de familie spanners (Geometridae). De wetenschappelijke naam van deze soort is voor het eerst geldig gepubliceerd in 2008 door Hausmann & Skou.
De soort komt voor in tropisch Afrika.